# オオカミの再導入

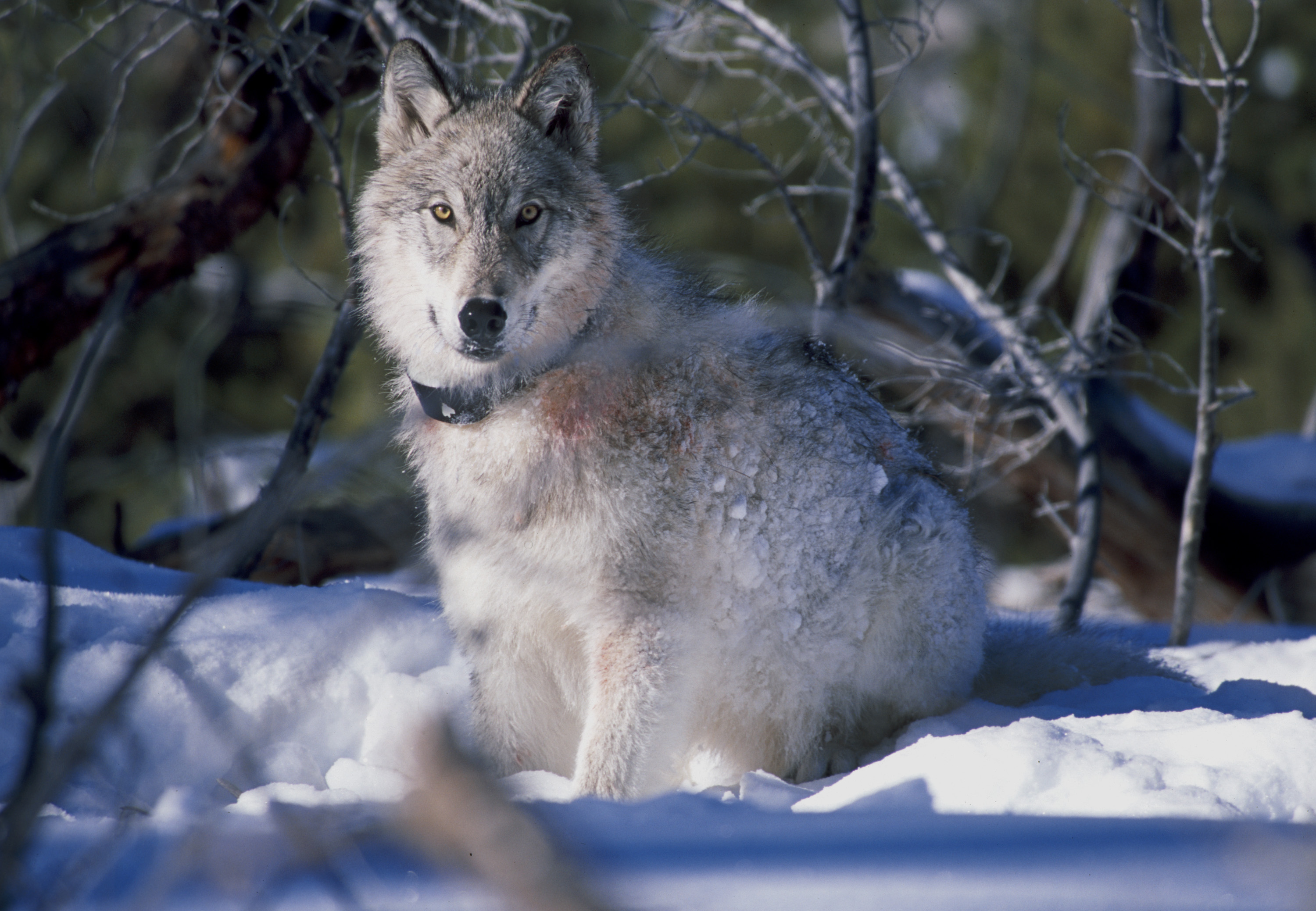
イエローストーン国立公園のオオカミ（ハイイロオオカミ）Canis lupus occidentalis
追跡調査用に電波発信機つきの首輪をつけている

オオカミの再導入（オオカミのさいどうにゅう）とは、オオカミが絶滅した地域に、人為的にオオカミの群れを再び作り上げることである。オオカミにとって適した自然環境が広い範囲で残っており、同時に獲物となる生物が十分にいる地域である場合に限って検討される。以下、この記事中では単に「再導入」と表記する。

## 概要

イエローストーン国立公園の位置

アメリカ合衆国のロッキー山脈の北部に位置するイエローストーン国立公園（ワイオミング州）とアイダホ州では、約30年間の計画の見直しと関係者の話し合いを行った後オオカミの再導入を行い、オオカミの群れを回復することに成功した。アメリカ合衆国の別の2-3の地域やヨーロッパの国々でも再導入は検討され続けている。
過去の例でも現在検討中のものでも、対象地域の人々は家畜の敵である肉食動物（捕食者）の再導入に反対することが多い。しかしながら欧米では、オオカミや他の捕食者への見方は過去のもの（狼に関する文化を参照）から変わってきており、捕食者が生態系に存在することで環境が維持されることに対して理解を示すようになってきている。
再導入を成功させた2つの地域では、この理解の広がったことが再導入を開始するために最も重要であった。アリゾナ州とニューメキシコ州でも、北部とは別の亜種・メキシコオオカミの再導入が1998年から始まっている。
日本においても再導入を提唱する人々がいる（後述）。

## イエローストーンとアイダホ州

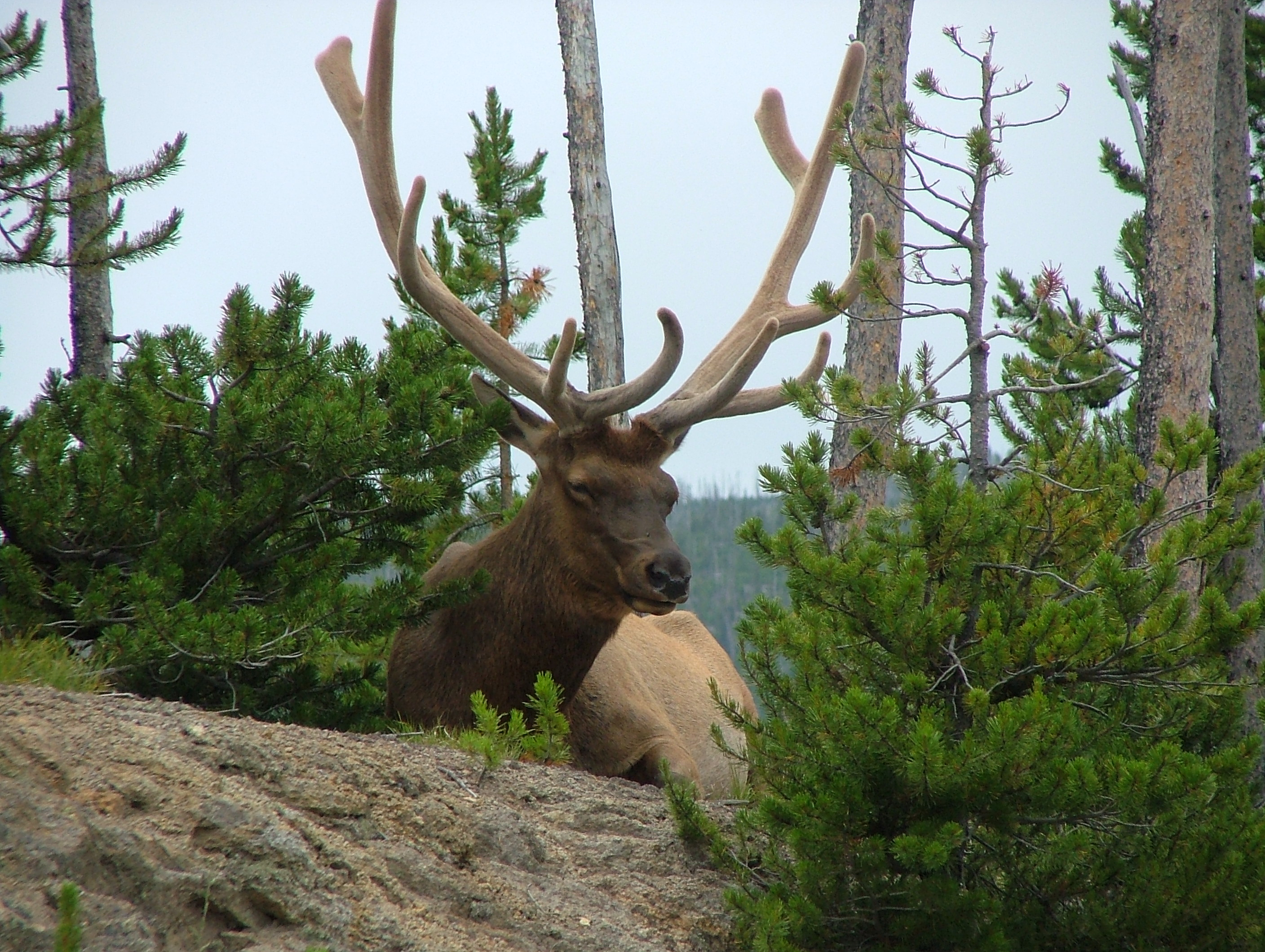
ワピチ（アメリカアカシカ・北米名エルク）Cervus canadensis

イエローストーン国立公園とアイダホ州で再導入が開始されたのは1995年である。

### オオカミの絶滅から再導入の提案まで
イエローストーン国立公園で野生のオオカミが殺された最後の公式記録は1926年であった。その後、オオカミの獲物となっていたワピチ（アメリカアカシカ Cervus canadensis）や他の動物が増加し、その結果、植生に被害が出た。オオカミが果たしていた捕食者としての役割の一部はコヨーテが果たすことになったが、成獣のワピチはコヨーテの捕食対象にはならず、またオオカミと並びイエローストーンの生態系の頂点を成していたグリズリーは雑食性であり、ワピチを捕食する割合は低く、いずれもワピチの増加を制御できなかった。さらには、コヨーテの個体数が増加したことによって、コヨーテより小さな動物、特にアカギツネが減少してしまった。1978年に生物学者ジョン・ウィーバーはイエローストーンのオオカミは絶滅したと結論した。 
地元牧場主たちと環境保護団体は、再導入について何年も討論を続けてきた。生物学者によって再導入のアイデアが議会に最初に提出されたのは1966年である。それらの生物学者は、イエローストーンのワピチが危機的状況まで増加していると心配していた。しかしながら、牧場主たちは、家畜が襲われる問題を疫病に喩えて、オオカミの再導入に強く反対した。

### 準備期間
合衆国政府は、妥協案の作成・条件整備・実行について責任を負い、妥協点を探し出すのに約20年間をかけて努力を続けた。1974年にオオカミ回復チームが任命され、1982年には意見を集めるために最初の公式の回復計画（Recovery Plan）を公表した。オオカミ再導入に対する一般的な不安があったため、州政府および地方政府の判断を加えやすくするように、魚類野生生物局は計画を変更した。そのようにして、意見を集めるための2番目の回復計画が1985年に公表された。同じ年に行われたイエローストーン国立公園の訪問者へのアンケートでは、74%の人がオオカミが公園の改善に必要かもしれないと回答し、60%の人が再導入に賛成した。再導入に承認を与える前の最終段階として、実施した場合の影響の事前評価（環境アセスメント）があった。連邦議会は、環境アセスメントへの支出をする前に更に研究が必要であるとして、計画を差し止めた。
1987年に牧場主たちは、再導入提案者に経済的負担に対する補償を要求した。それに対して Defenders of Wildlife（アメリカ合衆国の自然保護団体）は、オオカミによる被害で失われる家畜の市場価格を牧場主たちに補償するために、「オオカミ補償基金」を準備した。その同じ年、最終的な回復計画が発表された。その後、研究・公的な教育・意見募集を行い、公開検討を加えるために1993年に環境影響評価書（環境アセスメントの結果報告書：Environmental Impact Statement）の草稿が発表された。この環境影響評価書には15万以上の意見が寄せられ、1994年5月に成立した。
元の計画には3つの回復地域（イエローストーン国立公園含むワイオミング州・アイダホ州・モンタナ州）が含まれていたが、モンタナ州は北西部に小さいながら繁殖している群れが確認されたので回復地域から外された。現在は再導入されたオオカミ群はモンタナ州とも往来しているため、モンタナを含む3州が回復地域として設定され、モニタリングされている。回復地域に再導入されるオオカミは、絶滅危惧種法に規定する「実験的な個体群」分類に区分されている。

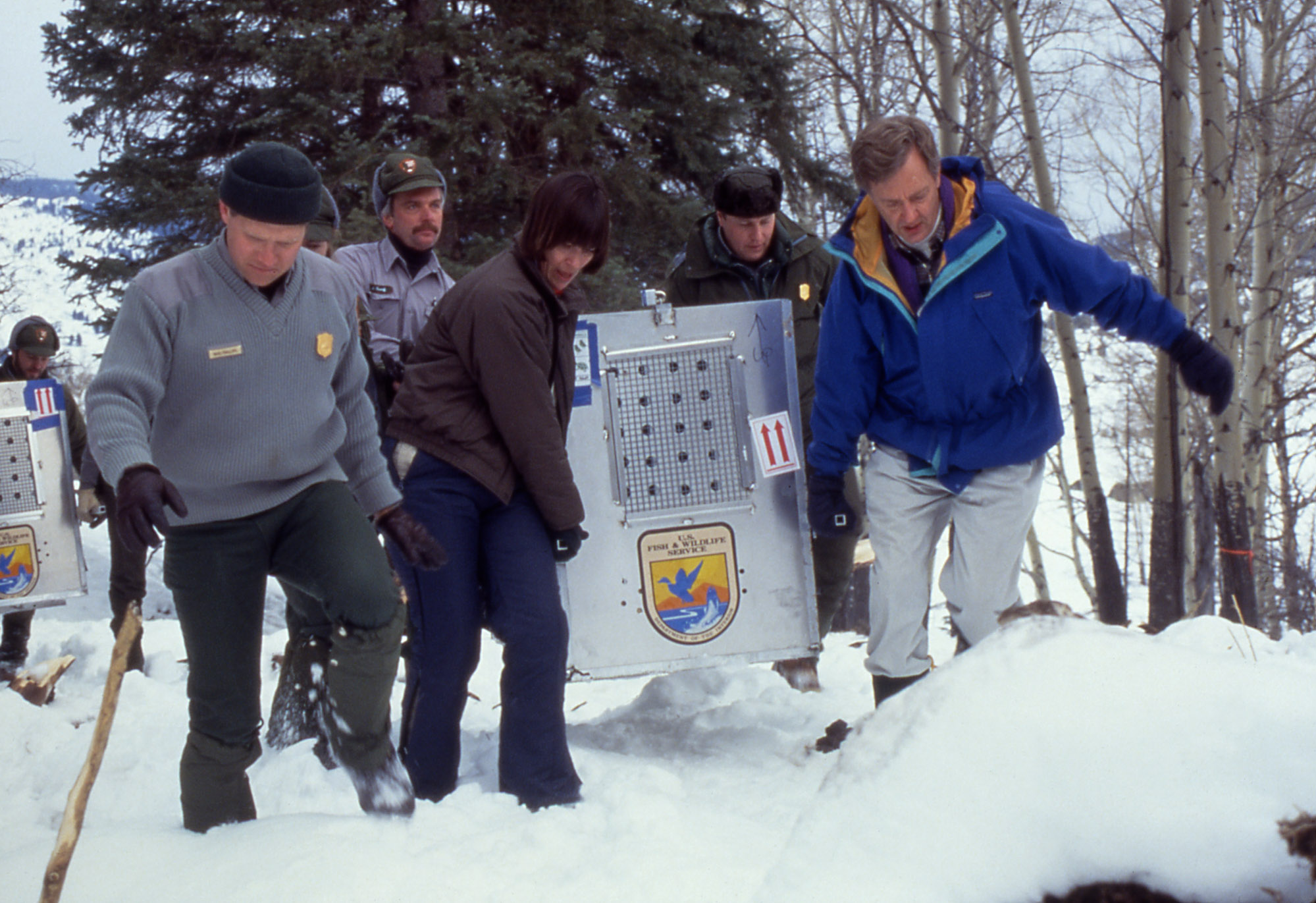
再導入のために箱に入れられて運ばれるオオカミ（1995年1月）

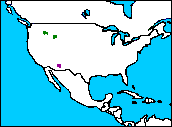
オオカミ再導入地域
■ハイイロオオカミ
■メキシコオオカミ

### 再導入直前の民事訴訟
1994年の後半の2つの民事訴訟によって、回復計画は危機にさらされた。1つはワイオミング州農業局連盟（Farm Bureau）による提訴であったが、1995年1月3日に棄却。もう片方は環境保護団体の連合体による提訴であった。内容は未確認の目撃情報を元に、北側からイエローストーンにオオカミが既に移住している証拠があり、同じ地域に実験的な群れを再導入するのは既存のオオカミにとって脅威となると主張していたが、訴えは退けられた。これらの訴訟があったものの再導入の障害とはなっておらず、1995年1月から再導入が開始された。

### 再導入とその後の経過
1995年1月連邦政府は、カナダアルバータ州から野生のオオカミの輸送を始めた。しかしながら、1月9日に Farm Bureau から差し止め請求があったため、それが同年3月19日に棄却されるまでオオカミを放すことができなかった。そして3月21日、オオカミの檻の扉は開けられた。また1996年1月にも追加のオオカミが放された。再導入されたオオカミは順調に増え、2009年末にはアイダホ州、ワイオミング州、モンタナ州の３州の個体数は約1700頭になり、そのうちイエローストーン国立公園には約100頭が生息している。この頭数は、当初の計画が予定していたものを上回って推移している。現在、「十分に個体数が回復したので絶滅危惧種法の対象から外すべきだ」という議論が起きている。2009年に一度外されて狩猟が解禁されたものの、「同法の対象からまだ外すべきではない」という訴訟が起こり、2010年8月の判決によって再び絶滅危惧種法の保護対象となり狩猟禁止に戻った。
イエローストーン国立公園では、再導入によって生物多様性が増えたことが報告されている。それはワピチの個体数の減少によって植生が増えたためであると考えられ、アカギツネや公園内では絶滅状態であったビーバーの個体数の増加が観察された。この動物相の変化は、オオカミがコヨーテの個体数を制御しているためであろうと考えられる。なお再導入後に、オオカミが家畜を襲う事件と、人がオオカミを殺傷する事件が起きるようになった。家畜被害のうちオオカミによることが確認されたものについては、政府および前述の「オオカミ補償基金」によって補償されている。

## アリゾナ州とニューメキシコ州

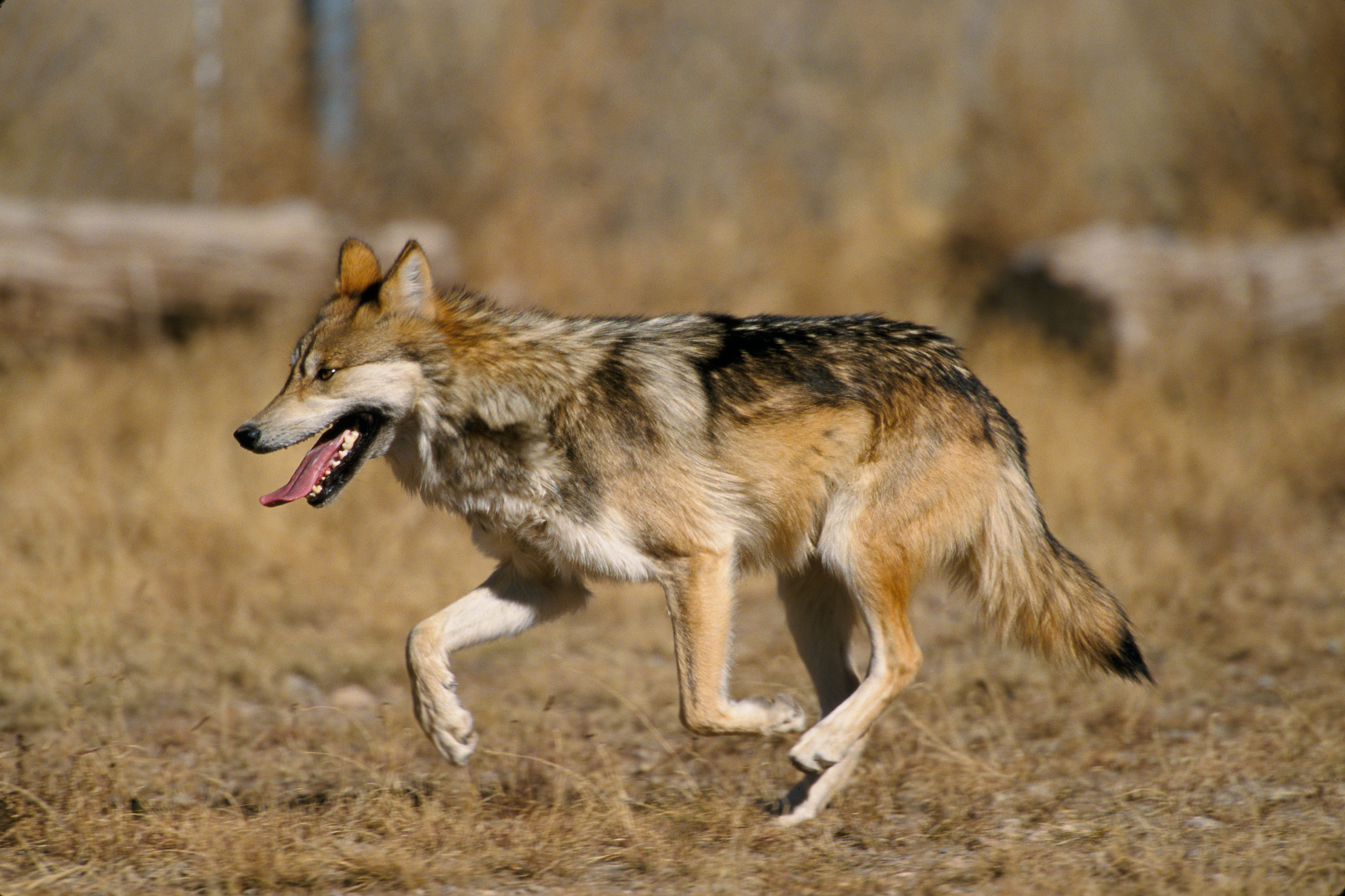
メキシコオオカミ Canis lupus baileyi

メキシコオオカミ（メキシコハイイロオオカミ）は、アリゾナ州・ニューメキシコ州・テキサス州およびメキシコに分布していた。かつては懸賞金が掛けられるなど駆除の対象となっており、1970年代初めにはほぼ野生絶滅の状態であった。しかしながら、1976年にアメリカ合衆国で絶滅危惧種に指定され、メキシコオオカミに対する評価が変わった。このような背景の下、メキシコとアメリカ合衆国の間で保護繁殖に関する2国間協定が結ばれた。1977年から1980年にかけて、野生に残っていた全ての個体が捕獲され、既に動物園で飼育されていた個体とともに繁殖プログラムが開始された。一方、1982年には野生回復計画が作成され、少なくとも100個体のメキシコオオカミの自立した野生個体群を作り上げることが目標になった。
1980年代を通して再導入の準備が続けられ、最終的な環境影響評価書が完成したのは1996年である。この時、東アリゾナのアパッチ国有林と西ニューメキシコのヒラ国有林が再導入に適切な地域として選定された（二つの国有林を総称して 'Blue Range Wolf Recovery Area' という）。また、北ロッキー山脈地域と同様に、再導入されるオオカミは「実験的個体群」と規定された。
1998年3月29日、11頭のメキシコオオカミが Blue Range Wolf Recovery Area に放された。その後も再導入が続けられており、2010年にはこの地域で50頭のメキシコオオカミの生息が確認されている。さまざまな要因で計画通りに回復が進んでおらず（当初計画では2006年に100頭を達成する目標だった）、2010年から手続きの見直しが行われた。
現在、繁殖プログラムによって動物園や保護施設で飼育されているメキシコオオカミは300頭以上である。

## 中央ヨーロッパと西ヨーロッパ
オオカミが絶滅したと考えられるいくつかの地域で、再導入が検討されている。デンマーク、ドイツ、イタリア、およびスコットランドなどのヨーロッパ各国の非政府組織は、田舎の森林地帯に再導入することを提唱している。提案者達は「再導入は観光や生物多様性に利益がある」と主張するが、一方で再導入による家畜の損失を恐れる意見がある。いくつかの国では非政府組織から、アメリカ合衆国で実施されているのと同様の補償が提案されている。

## 日本
日本ではエゾオオカミやニホンオオカミが生息していたが、両種とも明治時代に絶滅した。他方で、昭和時代末期より山間部においてはニホンジカやイノシシなどによる農作物や樹皮の食害などの獣害が恒常的な問題となっている。
このため、主に一般社団法人日本オオカミ協会によって日本へのオオカミ再導入の必要性が訴えられている。同協会によれば、日本に再導入するオオカミは、中国などの小型のハイイロオオカミが適しているとしている。
オオカミ再導入によって、猟友会会員の高齢化・会員数減少が進む中で、増えすぎたシカやイノシシの個体数が抑制され、下層植生が復活、生物多様性が増加し、崩壊した生態系が復活することが期待される。
一方で、沖縄でのマングースのように生態系に悪影響を及ぼしたり、オオカミが家畜や人間などを襲ったりすることを懸念する声もある。
これについて日本オオカミ協会は、元来日本に生息していたニホンオオカミは遺伝子分析の結果大陸のハイイロオオカミと同一種であり、導入オオカミは外来種ではないとしている。オオカミはもともと日本に存在した在来種で、日本の生態系に不可欠な頂点種（キーストーン種）であったため、その絶滅により日本の生態系は崩壊したのであり、オオカミ再導入は崩壊した日本の生態系を元に戻すものであって、マングースの移入（元来存在しない外来種のため移入により生態系が壊れた）とは全く逆であるとしている。
また、オオカミが人を襲うのは世界的に見ても極めて稀なケースであり、毎年国内で何件もの人的被害を生じるクマやイノシシよりもはるかに安全であるとしている。家畜被害については、補償制度を整備する必要があるとしているが、ヒツジの粗放的放牧が殆ど行われていない日本での被害は限定的であろうとしている。
荒川弘は著作『百姓貴族』作中（4巻101ページ）で酪農家の意見としては大反対としている。

### 各地の動き
2011年、大分県豊後大野市が害獣駆除を目的として、オオカミの再導入を提案した。また、知床でのオオカミ再導入を想定した研究がある。

### 世論
日本オオカミ協会は、1993年以来、全国の国民を対象にオオカミ再導入の是非についてアンケートを取っている。開始当初は賛成12.5％、反対44.8％、わからない44.8％であったが、年々賛成の割合が増える傾向にあり、最新の2019年の調査では賛成41.2％、反対14.5％、わからない43.9％となっている。
2023年6月、立命館大学政策科学部の桜井良准教授らの研究チームがオオカミを野山に放すことに対して意識調査を行ったところ、賛成17.1%、反対39.9%、賛成とも反対とも言えない43.3%となった。